# Kshitigarbha
Cette page contient des caractères spéciaux ou non latins. S’ils s’affichent mal (▯, ?, etc.), consultez la page d’aide Unicode.
 (décembre 2024).
Kshitigarbha (en sanskrit : क्षितिगर्भ, IAST : Kṣitigarbha), en japonais Jizō (地蔵), est un bodhisattva qui apparient au groupe des huit grands bodhisattvas. Il a fait vœu de ne pas devenir bouddha avant que les enfers ne soient complètement vides ; il est chargé de sauver les êtres de la souffrance pendant la longue période allant du parinirvāṇa du bouddha Shakyamuni jusqu’à l’arrivée du futur bouddha Maitreya.
Il est originaire d'Inde, où il n'a guère eu d'influence, tout comme en Asie centrale voisine, restant un personnage secondaire. Et c'est surtout en Asie de l'Est que son culte va s'implanter. Kshitigarbha passe en effet en Chine, où il fait partie du groupe des quatre grands bodhisattvas les plus vénérés (avec Mañjuśri, Samantabhadra et Avalokiteśvara). Il y devient populaire au moins à partir du Ve siècle, avec la traduction en chinois du sutra « des dix cakra (roues) », et bientôt il est supposé résider sur le mont Jiuhua — une des quatre montagnes sacrées de Chine, en Anhui, dans le sud-est du pays. Sous la dynastie Tang, il a aussi été la déité principale de l'école Sanjie, qui contribua à la multiplication de ses représentations. Cependant, aujourd'hui, son culte a fortement reculé dans ce pays.
De Chine, le bodhisattva a ensuite gagné, sous le nom de Jizō, le Japon, où il est devenu — et reste — extrêmement populaire. Nombre de temples lui sont dédiés, et on en trouve d'innombrables représentations tant dans les campagnes qu'en ville. Il y joue un rôle essentiel comme protecteur des enfants, en particulier des enfants morts en bas âge ou morts à la suite d'un avortement.

## Nom

### Étymologie
Le terme sanskrit est un mot composé qui signifie « matrice de la Terre » (kṣiti : « terre » ; garbha : « matrice »). Kshitigarbha est souvent appelé en chinois dìzàngwáng púsà (地藏王菩薩, « bodhisattva roi du magasin qu'est la Terre ») et en japonais jizō bosatsu (地蔵菩薩, bodhisattva Jizō) ou simplement o-jizō-san (お地蔵さん) ou o-jizō-sama (お地蔵様) les éléments o, san et sama étant des marques linguistiques de respect (keigo).
Bernard Frank explique que le terme garbha désigne à la fois l'« embryon » et le réceptacle de ce dernier, c'est-à-dire la matrice ou le sein maternel. En outre, lorsqu'il est utilisé — comme c'est le cas dans kṣitigarbha  — en fin de mot composé, il a souvent le sens de « ayant à l'intérieur, empli de », si bien qu'on peut comprendre le nom du bodhisattava comme signifiant « Embryon de la Terre », « Matrice de la Terre » ou encore « Qui a la Terre pour Matrice », et B. Frank propose au final la traduction « Qui recèle » ou « Qui porte [les vertus] de la Terre ».

### Analyse du sens
Avec ce nom, Kshitigarbha est relié à la littérature brahmanique, dans laquelle on qualifie la Terre de « vaste », « riche », « nourricière » et aussi « porteuse », si bien que le culte de la Terre se voit lié aux pratiques agricoles, ainsi qu'à la naissance et à la mort. Dans le bouddhisme, elle joue un rôle important, puisque juste avant son éveil (bodhi), alors qu'il est pris à partie par le démon Māra, le Bouddha prend la déesse Terre (Prithvi) à témoin, et celle-ci lui vient en aide. B. Frank note que dans le bouddhisme Mahâyâna (d'où est issu Krishtigarbha), on aura tendance à concevoir un bodhisattva dont les vertus s'inspirent de celles de la déesse Prithvi : vaste compassion (karuṇā), générosité (dāna) illimitée et stabilité inébranlable. Ce sera le cas du bodhisattva Dharaṇīṃdhara, « Qui tient (ou régit) la Terre », qui est parfois considéré comme identique à Jizô,.

## Développement du culte

### Chine
Le bodhisattva Kshitigarbha n'était pas particulièrement populaire en Inde. C'est seulement lorsque le bouddhisme s'est diffusé en Chine, que son culte s'est développé, à cause de son rôle pour secourir les morts dans le monde des enfers, car les Chinois étaient particulièrement préoccupés du sort de leurs ancêtres. Les trois soutras chinois qui parlent de Kshitigarbha, en particulier le Soutra des vœux originels du bodhisattva Kshitigarbha (en) sont supposés avoir été traduits du sanskrit au VIIe siècle par un moine de Hotan, maître Shikshânanda, mais la plupart des chercheurs pensent s'accordent pour dire qu'ils ont été écrits directement en chinois aux VIIIe et IXe siècles.
D’après le Soutra des vœux originels du bodhisattva Kshitigarbha (en), Kshitigarbha est considéré comme le grand modèle de la piété filiale, parce que c’est pour sauver sa mère des souffrances infernales qu’il a prononcé solennellement le vœu immense de ne pas devenir bouddha tant que l’enfer ne sera pas vide.
En Chine, les personnes gravement malades sont invitées à lire ce soutra et à prier ce bodhisattva de les aider à se rétablir. Il existe de nombreuses légendes tirées de ce soutra. Le bouddha Shakyamuni y dit que celui qui récite le nom de Kshitigarbha mille fois par jour pendant mille jours sera protégé des accidents et des maladies pendant toute sa vie par des êtres divins envoyés par le bodhisattva.
Dans certains temples, des photos des personnes décédées ou des tablettes portant des noms des défunts sont placés autour de son portrait ou de sa statue afin qu’il les sauve.

### Japon

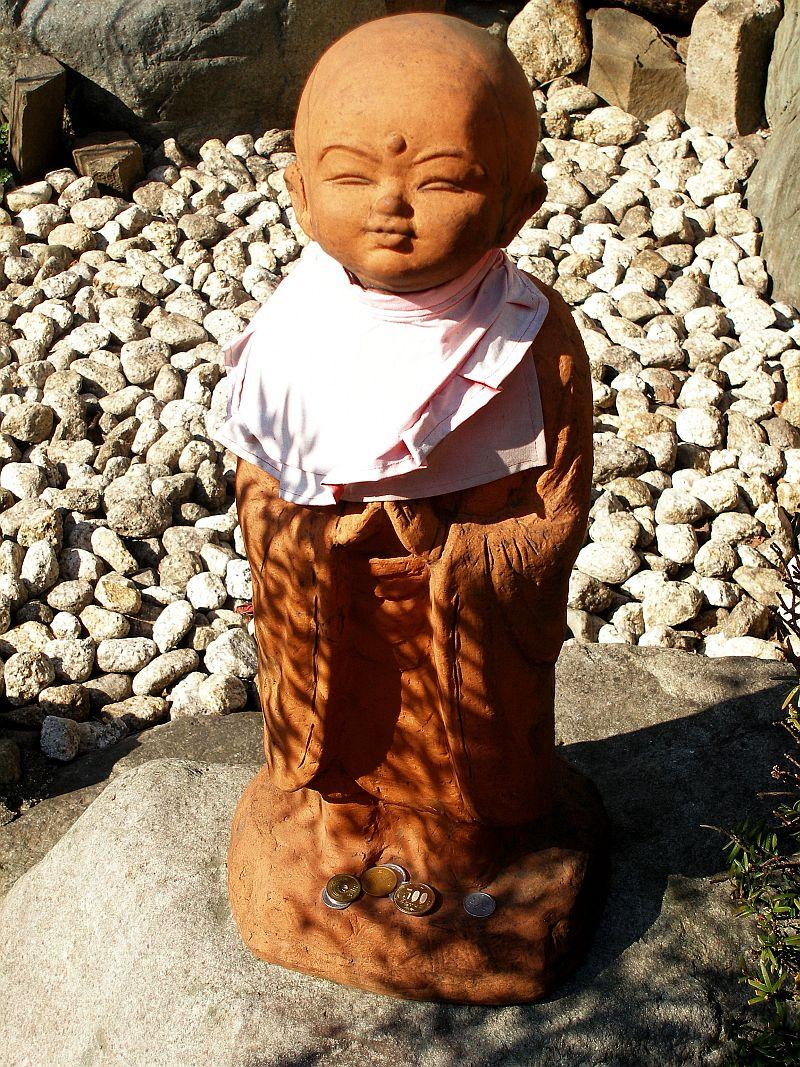
Statue de Jizō au Japon avec un bavoir autour du cou et des offrandes de petites piécettes à ses pieds.

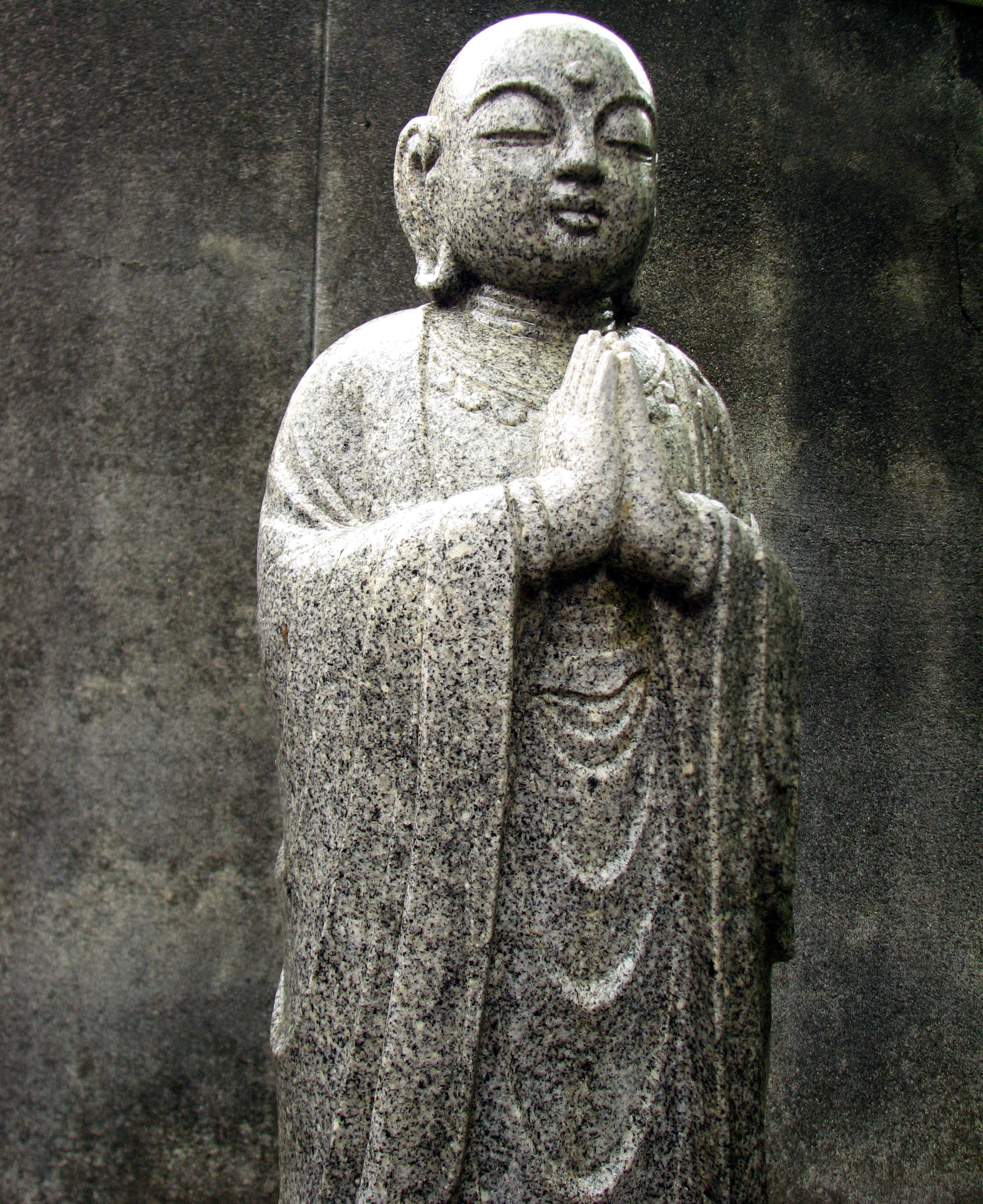
Statue de Jizō au Shakuzo-ji à Kyoto

La croyance en Jizō est introduite au Japon au VIIIe siècle, pendant l'époque de Nara (710-794). Le Jūrinkyō (十輪経, « Sutra des dix anneaux »), un ouvrage de cette période, mentionne que le Bouddha confia à Jizō la mission de se rapprocher des gens ordinaires.
Au début de l'époque de Heian (794-1185), les nobles qui avaient perdu leur statut faisaient appel à lui pour obtenir son aide. En effet, ces nobles déchus désespéraient de leur monde, la société centrée sur le clan Fujiwara. Après leur mort, ils avaient peur de souffrir dans le monde dans lequel ils seraient réincarnés (une des six voies ou six destinées). On croyait alors que les statuettes de jizō, alignées par six à l'entrée des villages, protégeaient les morts de la souffrance et les guidaient avec douceur dans leur réincarnation. Au fil du temps, cette croyance a évolué, et les jizō sont devenus des protecteurs des villages, des épidémies, des mauvais esprits et d'autres malheurs.
Durant l'époque d'Edo (1603-1868), une nouvelle croyance s'est répandue selon laquelle Jizō était un protecteur des enfants. À cette époque, le taux de mortalité infantile était très élevé, et on pensait que les enfants décédés très jeunes restaient coincés sur la rive Sai no kawara (賽の河原) de la rivière Sanzu que les âmes des défunts devaient traverser après leur mort. Les enfants devaient y empiler des cailloux pour expier le péché d'avoir fait souffrir leurs parents en mourant avant eux. Cependant, dès que la tour de pierre était achevée, des démons impitoyables la renversaient, obligeant l'enfant en pleurs à recommencer la tâche. Jizō était alors considéré comme une figure capable de sauver les enfants de cette souffrance.

## Le vœu de Kshitigarbha
Selon le bouddhisme, il existe six destinées, dans lesquelles tournent les êtres pris dans le samsâra. Du monde supérieur au monde inférieur, nous avons 1) les dieux (sk. deva) ; 2) les êtres humains ou état humain (sk. manuṣya) ; 3) les asuras (sk. asura, sorte d’êtres célestes jaloux, querelleurs et belliqueux) ; 4) les animaux (sk. tiryagyoni (en)) ; 5) les esprits errants ou avides (sk. preta). 6, les êtres infernaux ou démoniaques (sk. narakastha).
Selon une tradition bouddhique, pour devenir bodhisattva ou bouddha, il faut en avoir fait le vœu au cours de plusieurs existences devant le bouddha de l'ère en cours. C’est au Palais des Trente-trois Cieux (sk. Trayastrimśa) où se trouve sa mère Māyā que le bouddha Shakyamuni prêcha le Soutra des vœux originels du bodhisattva Kshitigarbha. Il relate que d’innombrables kalpas auparavant, le bodhisattva était le fils d’un riche notable. Séduit par la beauté éblouissante du tathāgata (« l’Ainsi venu ») « rapide comme le lion et accomplissant dix mille bonnes actions », il lui demanda comment avoir une si belle prestance. Le tathāgata répondit qu’il fallait libérer, pendant un temps incalculable, tous les êtres sensibles qui subissent des souffrances. Alors ce fils de notable fit immédiatement le vœu suivant : « Pendant un nombre incommensurable de kalpas jusqu’à l'épuisement du temps, je procurerai un vaste choix de moyens habiles à l’usage des êtres des six voies et qui souffrent pour leurs fautes. Je ne deviendrai un bouddha parfaitement accompli que lorsqu'ils seront tous libérés. »
Dans une autre vie encore, ce bodhisattva était une jeune fille brahmane qui, sachant sa mère en enfer à cause de ses mauvaises actions, résolut de . Ensuite, à l’époque du « Tathāgata ayant Accompli Toute Connaissance », Kshitigarbha était un roi qui fit encore une fois le vœu solennel de sauver tous les êtres souffrants. À la période finale du Tathāgata nommé « Yeux Purs comme le Lotus », il fut une jeune fille brahmane  nommée « Yeux Brillants » qui prononça ce vœu pour sauver sa mère tombée en enfer à cause de ses mauvaises actions, et il décida de la sauver à force d'offrandes et de prières. Celle-ci ayant aperçu l'enfer fit le même vœu, devant le portrait du tathāgata de cette ère, se préparant grâce à une méditation nommée « Fleur de l'Éveil ».
Le bodhisattva Kşitigarbha a donc prononcé d’innombrables fois ce vœu, et a déjà sauvé des myriades d'êtres pendant un temps inimaginable comme l'explique le bouddha Shakyamuni :

« À titre de comparaison, prenons toutes les herbes, tous les arbres, les bois, les forêts, les plants de riz et de chanvre, les bambous, les roseaux, les rochers, les montagnes, les poussières contenues dans les trois mille milliers de grands mondes. Chacun d’eux devient un Gange. Chaque goutte de chaque Gange devient un pays dont chaque grain de poussière vaut un kalpa. Puis les grains de poussière d'un kalpa deviennent chacun un kalpa. Eh bien, le temps qui s’est écoulé depuis que le bodhisattva Kşitigarbha accéda à la Dixième Terre est mille fois plus long que le temps évoqué ci-dessus. Et encore plus long a été le temps où il était encore au stade d’arhat et de pratyekabouddha ! »

Cette croyance explique pourquoi le bodhisattva Kşitigarbha est l'un des plus vénérés.
Le Soutra des Vœux originels du Bodhisatva Kshitigarbha explique à plusieurs reprises et avec insistance que ce sont les actes des êtres qui créent leur souffrance ou leur bonheur. Comme le Soutra de la Suprème lumière d'Or, le texte explique que la vertu crée les Dieux protecteurs, tandis que la non-vertu crée les démons néfastes. Le Soutra des Vœux originels du Bodhisattva Kshithigarbha explique que la vertu créée par les êtres va permettre aux boddhisatvas d'agir en leur faveur. Il insiste particulièrement sur la nécessité d'être pieux et vertueux au nom des défunts durant la période des 49 jours de deuil. Par le mérite ainsi créé, le Boddhisattva Ksithigarbga déploie son activité avec plus de force et peut renverser les tendances samsariques les plus terribles. Trois moyens habiles sont mentionnés et commentés dans le Soutra: ne pas tuer d'animaux, être généreux envers les pauvres et les démunis, pratiquer la dévotion envers le Boddhisatva Kshitigarbha.

## Le moine du mont Jiuhua

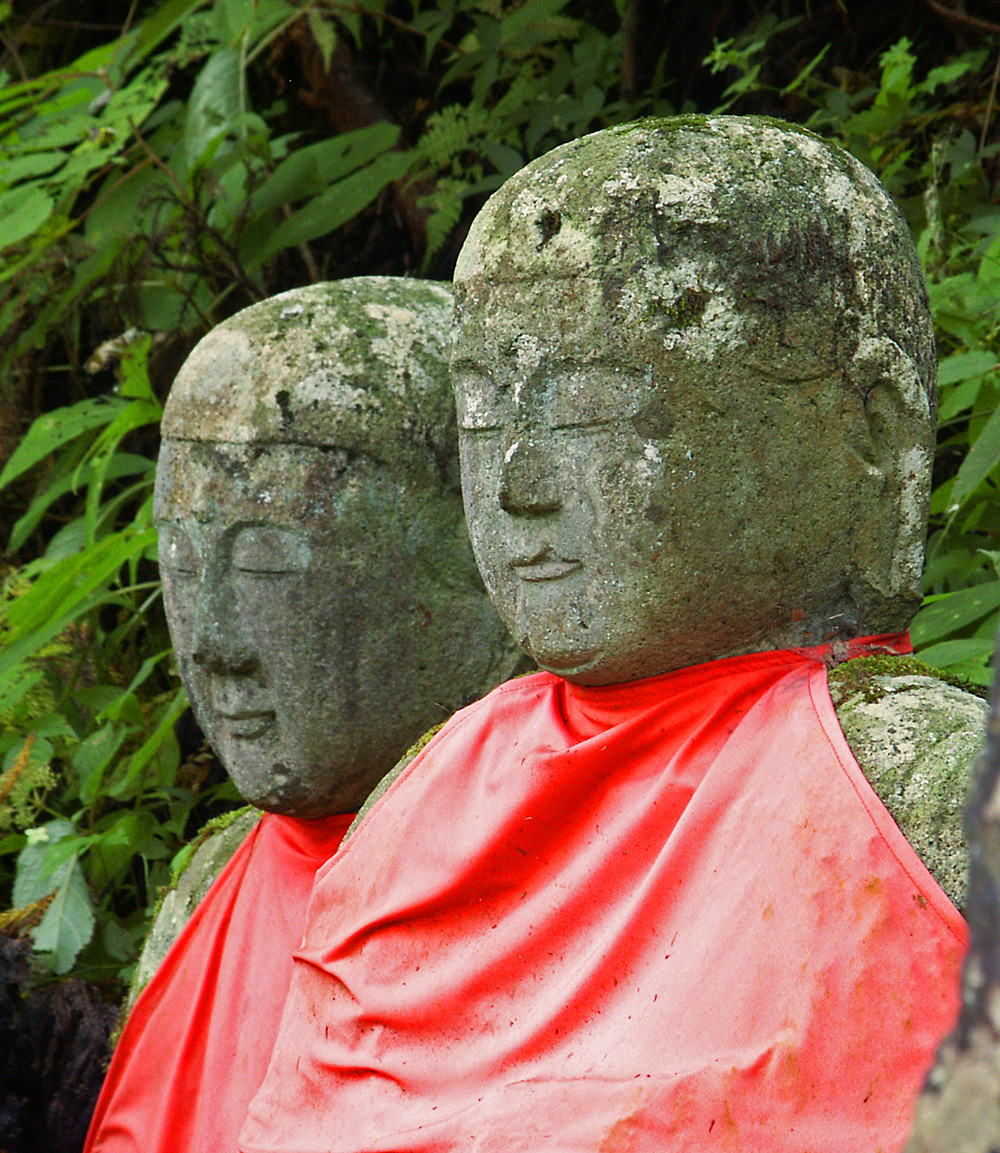
Deux jizō japonais d’aspect enfantin portant les bavoirs rouges offerts par les mères en deuil.

Jīn Qiáojué (金喬覺), fondateur du temple du Mont Jiuhua (Jiuhuashan), l'un des quatre monts bouddhistes de Chine situé dans la province de Anhui, est considéré comme une incarnation de Kshitigarbha, raison pour laquelle les représentations chinoises et japonaises de Dizangwang ou Jizō le montrent en costume monastique. Sa momie naturelle fut longtemps conservée sur le mont. En dehors de Chine, Jin Qiaojue est mal connu et on pense parfois que le célèbre traducteur Xuanzang (qui est aussi devenu un des personnages du roman Le Voyage en Occident) a servi de modèle pour les représentations de Khsitigarbha en moine.
La tradition en fait un membre de la famille royale de Silla (royaume occupant une partie de l'actuelle Corée), venu à 24 ans par ses propres moyens poursuivre son étude du dharma en Chine, alors domaine de l'empereur Xuanzong de la dynastie Tang. Il aurait obtenu le soutien du propriétaire du Jiuhuashan, un certain Min (閔), pour y bâtir un monastère où il serait mort à 99 ans après avoir atteint l’illumination. C’était dans la 16e année de l’ère Kaiyuan, le soir du 30 du septième mois lunaire, date à laquelle a lieu un pèlerinage annuel. Son corps ne s’étant pas dégradé au bout de trois ans, il commença à faire l’objet d’un culte l’identifiant à Kşitigarbha. Le temple a joué un rôle non négligeable dans la popularité croissante de Dizangwang en Chine. De nos jours, il est encore possible de voir plusieurs momies de moine (plus récentes) sur le mont Jiuhua.

## Kshitigarbha dans le bouddhisme tantrique

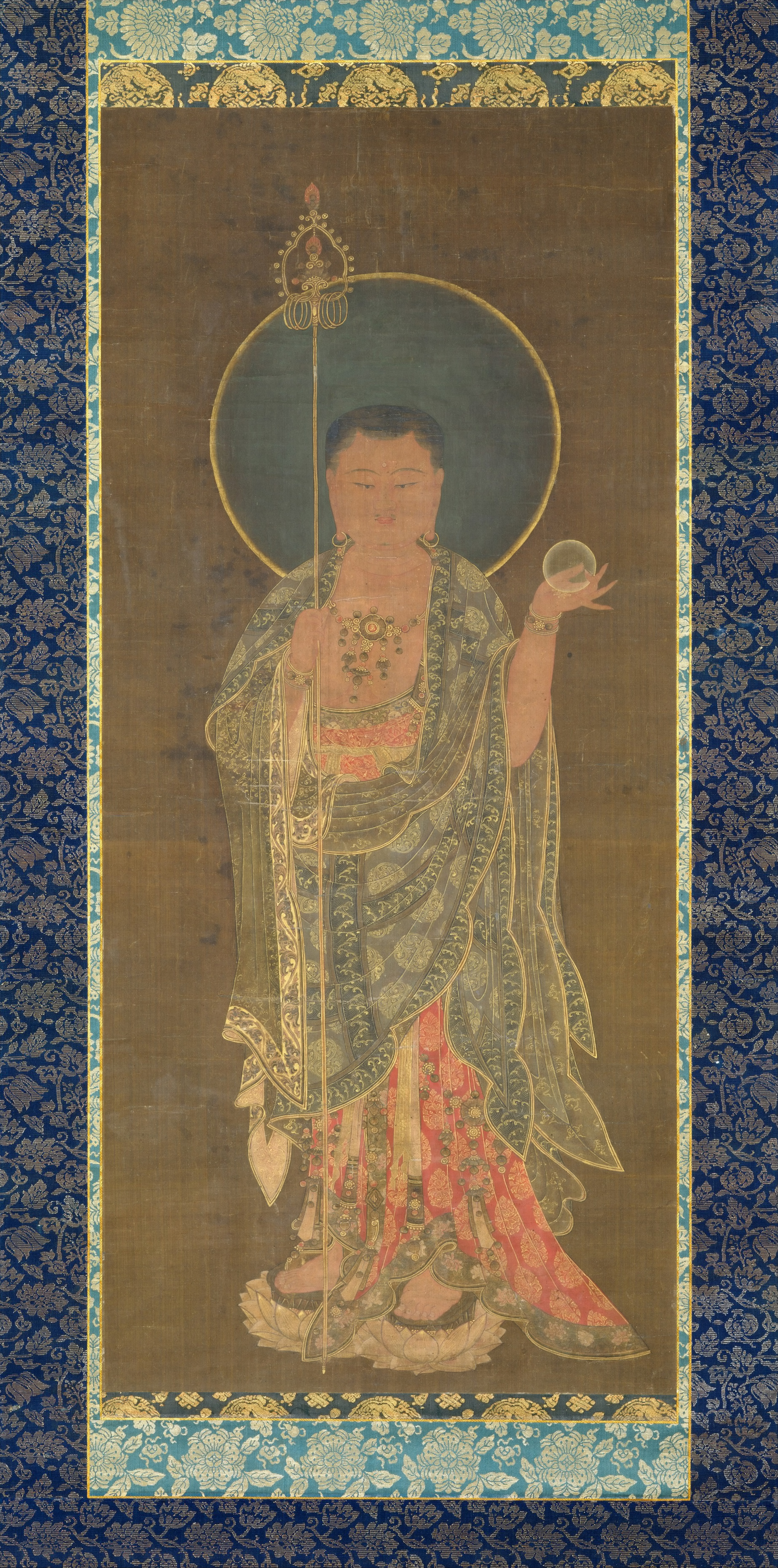
Kṣitigarbha. Rouleau suspendu, or et couleurs sur soie. Royaume de Goryeo (Corée), fin du XIVe siècle. MET.

Sans occuper une place particulièrement prééminente comme en Chine ou au Japon, Kshitigarba a sa place dans le bouddhisme tantrique comme bodhisattva de la lignée de Ratnasambhava dont il prend souvent la couleur jaune. Il tient dans sa main gauche la perle à souhait (sk. cintāmaņi, ch. Rúyìbǎozhū 如意寶珠) qui exauce les vœux. Il forme parfois un couple avec Akasagarbha, « matrice de l'espace », du fait de leurs noms complémentaires.
Dans de nombreux mandalas, il apparaît à un rang inférieur à celui de bouddhas comme Amitābha, mais certaines représentations le mettent avec Avalokiteśvara au même rang que les bouddhas. Dans le mandala des quarante-deux divinités paisibles du Bardo Thödol (Livre des morts tibétain), il est associé au Bouddha Vajrasattva-Aksobhya de l'est, lequel apparaît accompagné des deux bodhisattvas masculins Kshitigarbha et Maitreya, ainsi que de deux bodhisattvas féminins, Lasya et Pushpa,. Enfin, dans le bouddhisme shingon, sous le nom de Jizō, il fait aussi partie d'un groupe appelé « treize bouddhas », qui jouent un rôle important dans l'accompagnement des mourants dans le Bardo, à ce titre il est invoqué pendant une semaine à partir du 35e jour qui suit un décès.

## Représentations

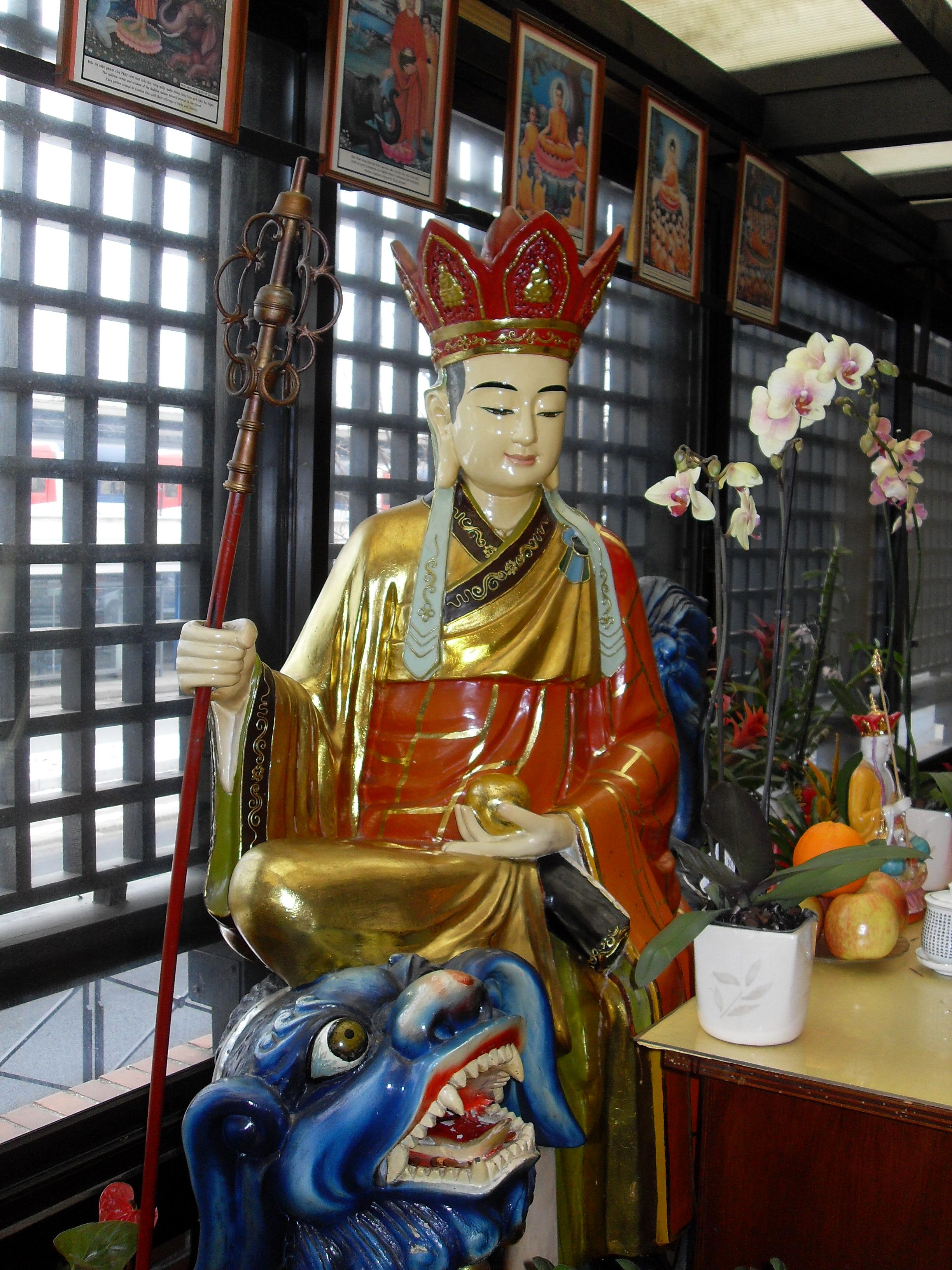
Dia-Tang, la version vietnamienne de Kshitigarbha, chevauchant un animal (lion ou chien?) bleu.

Il est en général représenté en habit monastique et porte la couronne ornée des cinq bouddhas de sagesse caractéristique du clergé de haut rang ; celle-ci peut être remplacée par un chapeau de fonctionnaire impérial (en Chine), à moins qu’il ne reste tête nue (au Japon). Il a souvent dans la main droite la perle que lui attribue le bouddhisme tibétain ; en Chine, cette perle peut être remplacée par un miroir, signe de rectitude et de clairvoyance. Dans sa main gauche il tient le xīzhàng 錫杖 en chinois ou hossu (払子) en japonais, sorte de chasse-mouche tenu en main par les moines de haut rang, et dont la fonction originelle est de chasser les insectes afin d’éviter de les blesser. Au Japon, il tient dans la main gauche un hōju (宝珠, bijou symbolisant les enseignements de Bouddha) et dans la main droite un shakujo, qui est un bâton de marche en bois d'environ 2 mètres de long surmonté d'une tête en métal d'où pendent un certain nombre d'anneaux (4, 6 ou 12). Parfois il chevauche un lion bleu féroce, animal fantastique considéré comme la transformation du grand chien blanc qui, selon la tradition, accompagnait Jin Qiaojue.
Au Japon, les jizō sont rarement assis en posture du lotus : ils sont représentés debout, ou assis mais avec une jambe dépliée[réf. souhaitée]. Les statuettes que l'on peut voir sur les bords de la route, usés par les intempéries et le temps, sont souvent habillés de tabliers et de capuches rouges par les habitants locaux pour les protéger, comme on protégerait un enfant.
Il existe d’autres jizō, comme le migawari jizō (身代わり地蔵), qui se substitue aux êtres qui souffrent, et le togenuki jizō (とげぬき地蔵), qui élimine les douleurs en « tirant les épines » (voir ci-dessous).

### Mizuko Jizō
Les statues japonaises de Mizu-ko Jizō, le protecteur des enfants, sont entourés d'enfants dans diverses positions, accrochés à leurs robes, se tenant à leur bâton ou en sécurité dans les bras de Jizō.

### Kuginuki-Jizō

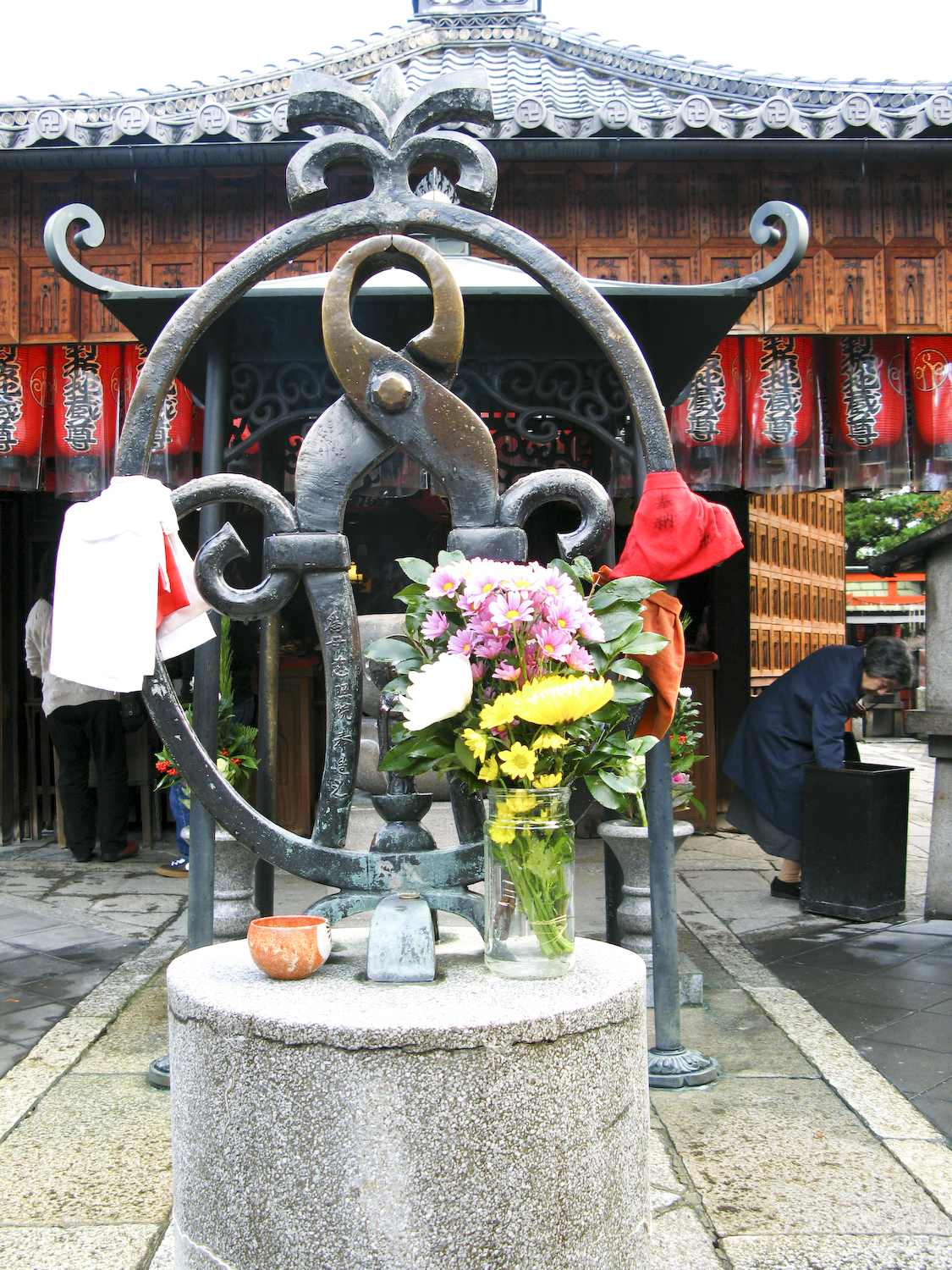
La statue de « Jizo-tenaille », réalisée par DÔMOTO Inshô (1891-1975). Temple Jizô Kugi-nuki, Kyôto.

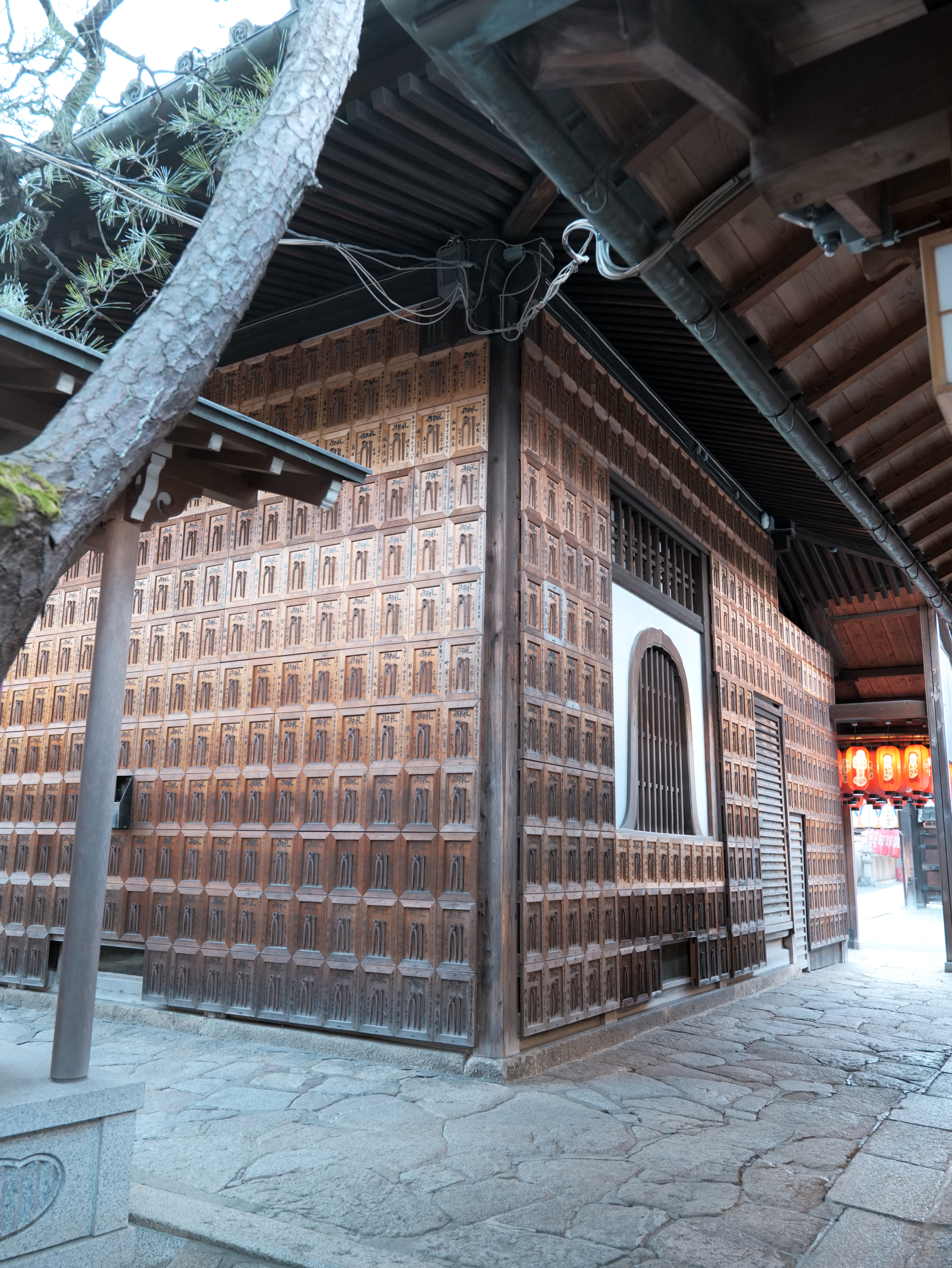
Vue du bâtiment avec les plaques portant tenailles et clous.

À Kyôto, le temple Shakuzô-Ji est dédié à  Kuginunki Jizô« Jizo-tenaille » (釘抜き, kugi-nuki). Selon la légende qui remonte sans doute au XIXe siècle, un commerçant de Kyoto souffrait de vives douleurs aux mains. Comme aucun médecin n'était capable de le soulager, il accomplit une retraite pour prier le bodhisattva Jizō. Au terme de cette retraite, Jizō lui apparut en rêve durant la nuit, et lui révéla que son mal était d'origine karmique : dans une existence précédente, il s'était livré à de la magie, en piquant des figurines avec des épingles. Mais grâce à sa dévotion envers le bodhisattva, Jizō lui vint en aide et retira, au moyen d'une tenaille, deux clous enfoncés dans les mains de l'homme. À son réveil au matin, ses douleurs aux mains avaient disparu: c'était un miracle. Il se rendit alors au temple de Jizō, sur les marches duquel il trouva deux clous ensanglantés. En remerciement, il commanda une figuration d'une paire de tenailles (en japonais kugi-nuki) ayant la silhouette du bodhisattva Jizō. Celle-ci se dresse au milieu de la cour. Par la suite, les parois d'un bâtiment voisin ont progressivement été couvertes de plaques votives qui portent une tenaille et deux clous.

### Roku Jizō
Roku Jizō signifie « six Jizō ». Il s'agit d'ne représentation très répandue au Japon, en particulier à l'entrée des cimetières et sur les routes pour protéger les voyageurs : six statues de Jizō sont alignées, symbolisant chacune un chemin des six destinées (ou voies) du samsara (jap. : roku-do : six (roku), voies (do), chemins que Jizô a tous parcourus. À noter que le bâton de Jizō (shakujō) porte généralement six anneaux, dont la symbolique est la même. Les caractéristiques des six Jizō peuvent varier. En voici un exemple :
- Le Jizō qui visite l'enfer tient un bâton surmonté d'un crâne ou d'une tête humaine,
- le Jizō qui visite le royaume des esprits affamés porte un bol de mendiant pour nourrir les affamés,
- le Jizō dans le monde des animaux tient une bannière — la bannière de victoire, qui symbolise la victoire de la connaissance sur l'ignorance.
- le Jizō du royaume des asuras porte le triple joyau (cintamani),
- le Jizō du royaume humain porte un chapelet (Mâlâ ou nenju),
- et le Jizō du royaume céleste des deva tient un disque solaire et un vajra.

On peut aussi trouver des Jizō avec une fleur de lotus, un encensoir, les mains jointes ou faisant d'autres mudrās.

### Sentai Jizō

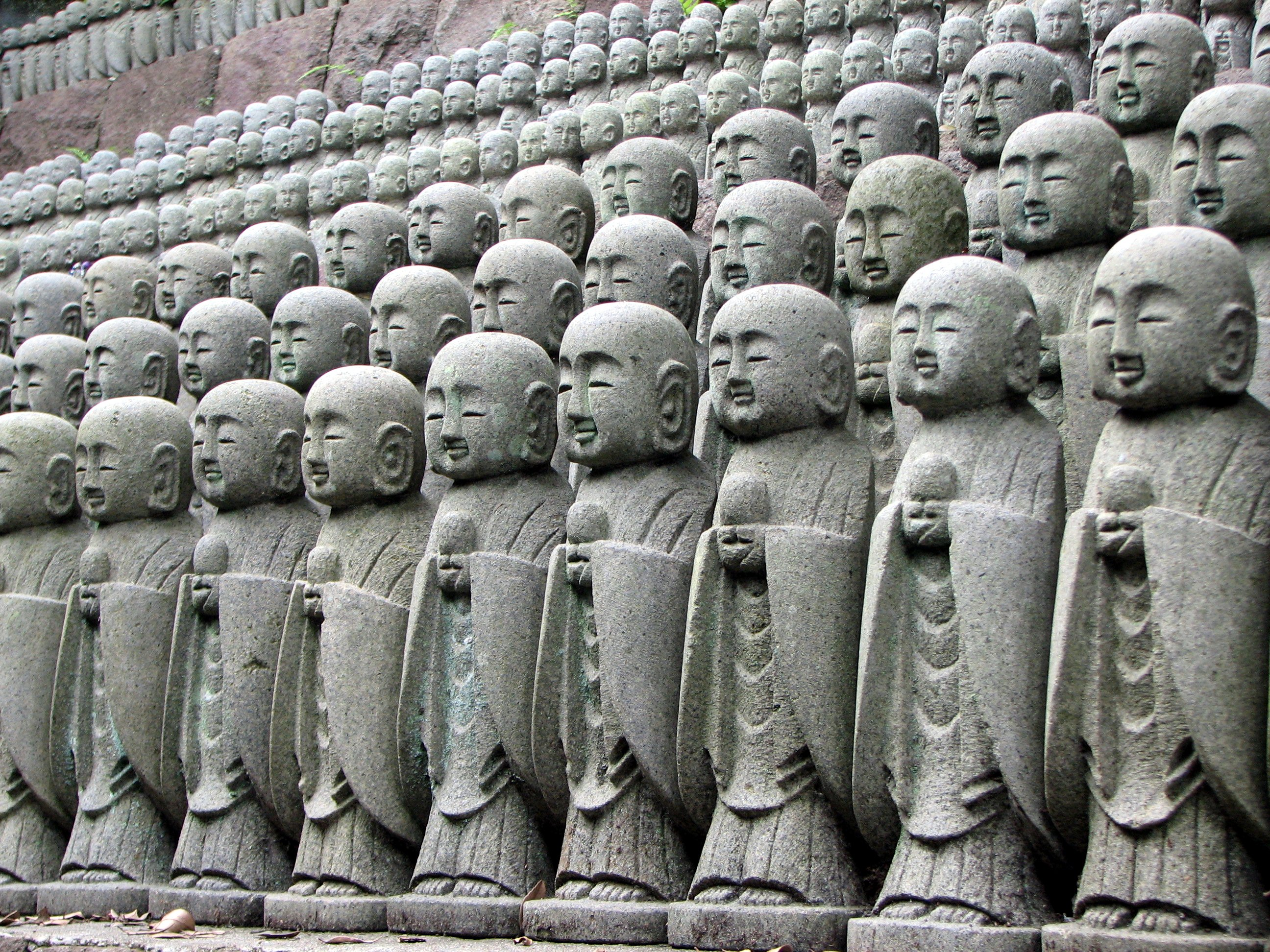
Mille statues de jizō au

Sentai Jizō signifie 1000 Jizō. Dans la région de Tokyo, on trouve plusieurs « jardins Jizō », par exemple au temple Hase-dera, qui contiennent mille statues du bodhisattva. Au XVIIe siècle, le moine japonais Enkū a accompli le vœu de sculpter 100 000 images de Bouddhas et de Bodhisattvas, dont 1 000 images de Jizō.

## Interprétation, expression et fête

### Associations
Dans l'interprétation populaire, du fait de son rôle de sauveur des âmes, Dizangwang est parfois associé avec Guānyīn et Amituofo; deux sūtras apocryphes les considèrent d’ailleurs comme deux aspects de la même entité. Il est également associé au gardien des enfers, Yanluowang 閻羅王 (Yama en sanscrit).

### Mantra de Dizang
Le mantra du bodhisattva Kshitigarbha, auquel on attribue le pouvoir de détruire l'enfer et de se prémunir contre le mauvais karma est fréquemment récité par nombre de bouddhistes chinois: Pramardane Svāhā.
Mantra en japonais : オン カカカ ビサンマエイ ソワカ « OM kA kA KABI SAN MAEI SOHA kA » ou « Namo Jizo Bosatsu! »
Mantra en sanskrit : ॐ हाहाहा विस्मये स्वाहा « OM HA HA HA VISMAYE SVAHA » ཨོཾ་ཧ་ཧ་ཧ་བིསྨ་ཡེ་སྭཱ་ཧཱ། ou « Namo Kshitigarbha bodhisattvāya! » ན་མོ་ཀྵི་ཏི་གརྦྷ་བོ་དྷི་ས་ཏྭ་ཡ། 
Le mot sanskrit vismaya (voc. vismaye) signifie « merveilleux » : Om! Ha Ha Ha! Ô merveilleux! Svaha!
Mantra en chinois simplifié : 南無地藏王菩萨 námó dìzàng wáng púsà.
Mantra en vietnamien : Nam mô dia tang vuong bo tat 

### Haikus
tombant abondamment

les larmes et la pluie

sur le Jizo du jardin
(anonyme)
la statue en pierre de Jizo

embrassée sur la bouche

par une limace
.なでしこや地蔵菩薩の跡先に
Des œillets en fleur
 
devant et derrière

le bodhisattva Jizo

(haïku de Kobayashi Issa)
Une pauvre prière
 
fragile comme une pierre
 
en équilibre sur la tête de Jizô

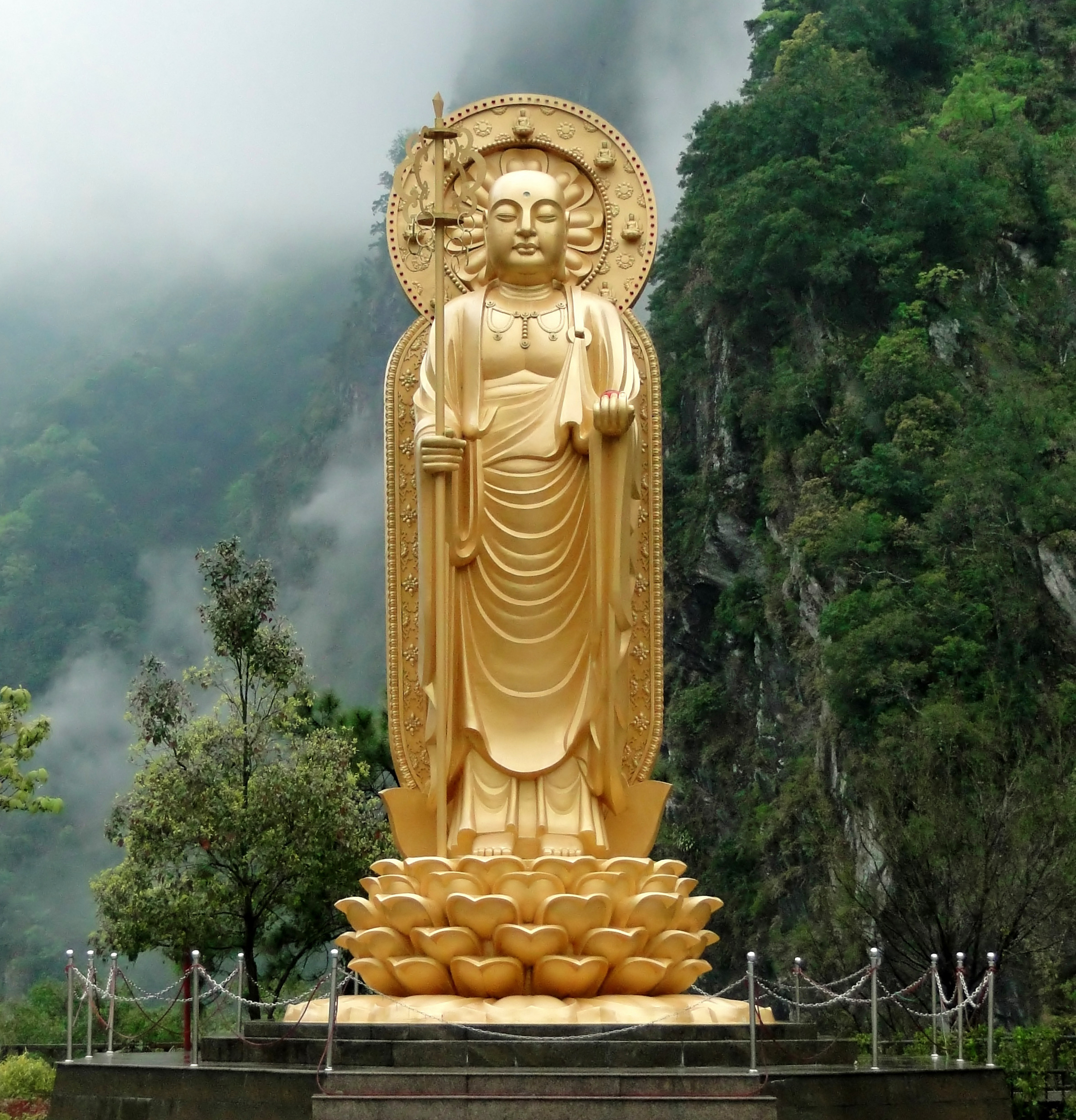
Bodhisattva Kshitigarbha au temple de Siangde à Taïwan

(Paul Claudel, tiré de Cent phrases pour éventails)

### Jizō-bon

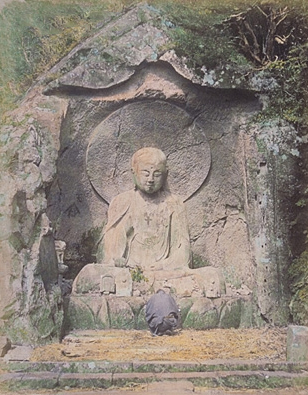
Rokudō Jizō, un des Bouddhas en pierre de Moto-Hakone (photographie de Adolfo Farsari).

La fête de Jizō a lieu chaque année à la fin du mois d'août (les 23 et 24 août) au Japon. C'est la fête des enfants. Elle dure une journée pendant laquelle les enfants sont rois. On leur organise toutes sortes de jeux et de réjouissances, des distributions de cadeaux et de friandises, etc. La couleur associée à cette fête est le rouge : les statues de Jizō sont revétues de bavoirs et chapeaux rouges, on mange de la nourriture rouge (par exemple des pastèques), le soir les rues sont illuminées de lanternes rouges, de pétards et de feux d'artifice.
Le film japonais Shara débute par une scène qui se déroule le jour de la fête de Jizō.
Dans la tradition vietnamienne, il existe également une fête de Dia Tang, qui se déroule en été, à une date fixée par rapport au calendrier lunaire. En 2014, elle s'est tenue le 24 août, par exemple au Temple bouddhique Linh Son de Joinville.